# Hălmăgel

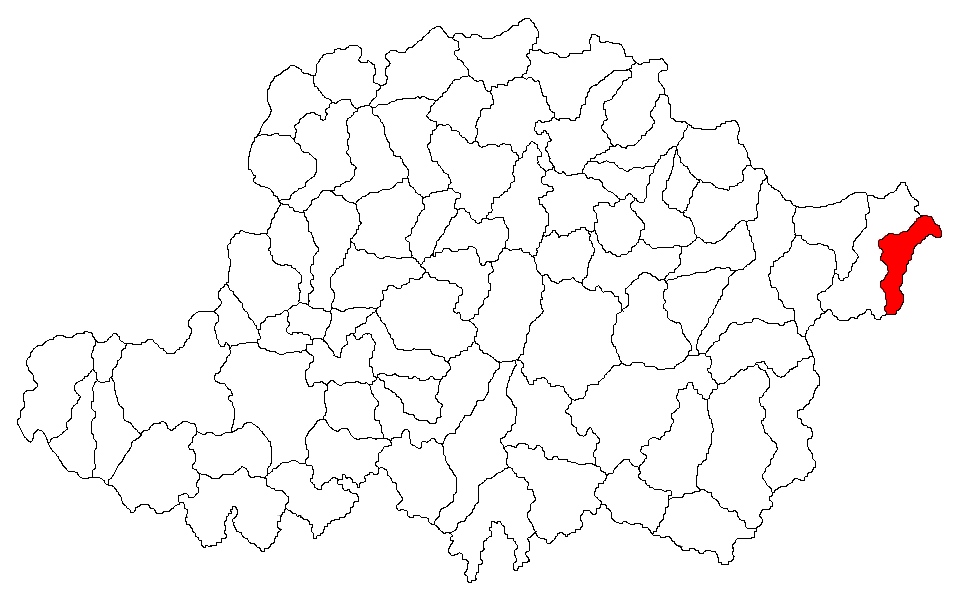
Lage der Gemeinde Hălmăgel im Kreis Arad

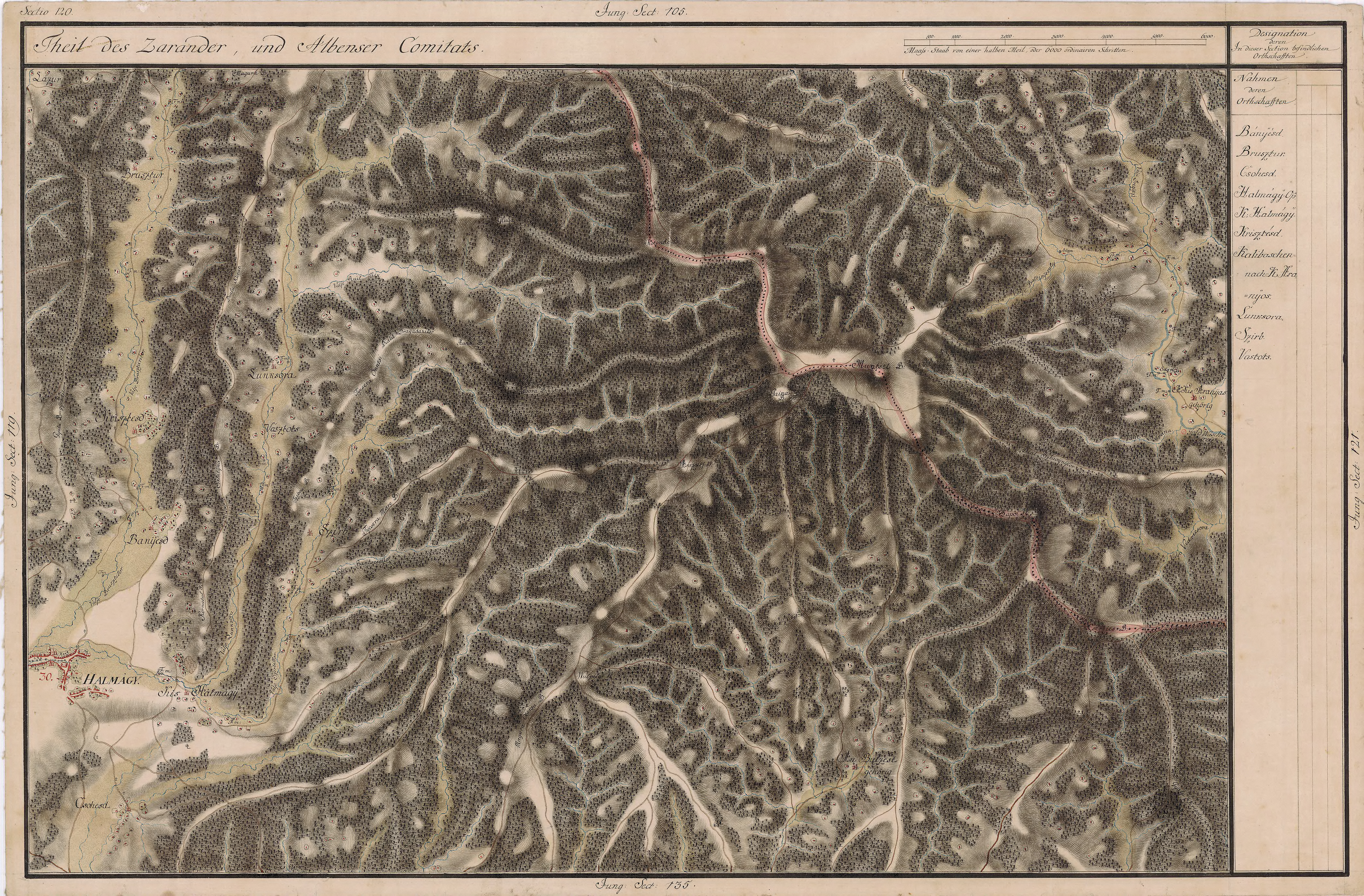
Hălmăgel (Kis Halmágy) auf der Josephinischen Landaufnahme von 1782–1785.

Hălmăgel (ungarisch Kishalmágy) ist eine Gemeinde im Kreis Arad, im Kreischgebiet, im Westen Rumäniens. Zu der Gemeinde Hălmăgel gehören auch die Dörfer Luncșoara, Sârbi, Târnăvița und Țohești.

## Geografische Lage
Hălmăgel liegt im Osten des Kreises Arad, an der Grenze zum Kreis Hunedoara. Die Ortschaft befindet sich am Fuße des Bihor-Gebirges, in der Hălmagiu-Senke, im Hălmăgeltal, in 140 km Entfernung von der Kreishauptstadt Arad.

## Nachbarorte
| Bodești  | Luncșoara                                   | Sârbi            |
| Hălmagiu | Kompassrose, die auf Nachbargemeinden zeigt | Bulzeștii de Jos |
| Ocișor   | Târnava de Criș                             | Dobroți          |

## Geschichte
Eine erste urkundliche Erwähnung von Holmad stammt aus dem Jahr 1439.
Im Laufe der Jahrhunderte traten verschiedene Schreibweisen des Ortsnamens in Erscheinung: 1359 Holmad, 1439 Halmagh, Kyshalmagh, 1441 Kis-Halmagh, 1441, 1445 Halmaghfalwa, 1451 Halmagh, 1760–1762 Kis Halmágy, 1784 Kis Halmágy, 1800 Kis-Halmágy, 1808 Halmágy (Kis-), Kishalmágy, Halmagyul-mik, 1817, 1827 Kis Halmágy, 1839 Kis-Halmágy, Helmezsel, Halmatsel, 1850 Kis Halmágy, Helmeszel, 1857 Kis-Halmágy, Hălmăjelu, 1857 Halmágy Kis, 1863 Kis-Halmágy, Halmagielu, 1873, 1877 Halmágy (Kis-), 1882 Halmágy (Kis-), Halmagielu, 1891 Kis-Halmágy, 1893 Halmágy (Kis-), 1909 Hălmăgel, Kishalmágy, 1913 Kishalmágy, 1921 Hălmăgel, Kishalmágy, 1925, 1932 Hălmăgel.
Nach dem Frieden von Karlowitz (1699) kam Arad und das Maroscher Land unter österreichische Herrschaft, während das Banat südlich der Marosch bis zum Frieden von Passarowitz (1718) unter Türkenherrschaft verblieb. Auf der Josephinischen Landaufnahme ist Halmágy eingetragen.
Infolge des Österreichisch-Ungarischen Ausgleichs (1867) wurde das Arader Land, wie das gesamte Banat und Siebenbürgen, dem Königreich Ungarn innerhalb der Doppelmonarchie Österreich-Ungarn angegliedert. Die amtliche Ortsbezeichnung war Kishalmágy.
Der Vertrag von Trianon am 4. Juni 1920 hatte die Grenzregulierung zur Folge, wodurch Hălmăgel an das Königreich Rumänien fiel.
Hălmăgel ist für seine Töpferei-Erzeugnisse bekannt.

## Bevölkerungsentwicklung
| 1880 | 2439 | 2421 | -  | - | 18 |
| 1910 | 3910 | 3889 | 18 | 1 | 2  |
| 1930 | 3963 | 3962 | 1  | - | -  |
| 1977 | 2573 | 2572 | 1  | - | -  |
| 1992 | 1979 | 1979 | -  | - | -  |
| 2002 | 1656 | 1656 | -  | - | -  |
| 2021 | 973  | 943  | 2  | - | 28 |